# Mega Snake (2007)
Mega Snake (no Brasil, Mega Snake; em Portugal: Mega Cobra) é um telefilme produzido pela Sci Fi Pictures, tendo sido apresentado pela primeira vez em 25 de agosto de 2007. Foi produzido pela empresa Nu Image Films, como um filme original para exibição na rede de televisão a cabo Sci Fi. Foi filmado em Sofia, Bulgária.
O filme conta com a participação especial de "Feedback", o herói vencedor da primeira edição do concurso televisivo Who Wants to Be a Superhero?. 

## Sinopse
Em 1986, no Tennessee, o pai dos meninos Lester e Duff Daniels é assassinado por uma cobra em uma cerimônia estranha. Vinte anos depois, Duff coleciona cobras enquanto Les as teme. Um dia, Duff visita o indiano Kitawa Falcão Estridente para comprar cobras e vê uma cobra pequena em uma jarra. Ele decide comprar a cobra, mas Falcão Estridente diz que a espécie não está à venda. Ele explica que é a Unteka é perigosa e que tem três regras para aumentá-la: (1) Nunca deixe a cobra fora do frasco; (2) nunca deixe-a comer animais vivos; e (3) não tema o coração da cobra. Duff rouba a Unteka e traz a cobra a sua casa. No entanto, ele deixa cair acidentalmente o frasco e a cobra come seu gato. A cobra fica maior e maior alimentando-se das pessoas locais. Agora Les, sua ex-namorada Erin e Falcão Estridente tem que parar a Unteka para salvar a população local.

## Elenco
- Michael Shanks como Les Daniels
- Siri Baruc como Erin
- Michal Yannai como Fay
- Ben Cardinal como Screaming Hawk
- John T.Woods como Duff Daniels
- Todd Jensen como Big Bo
- Nick Harvey como Cooley
- Harry Anichkin como Patterson
- Laura Giosh como Dixie
- Mark Johnson como Hewlett Daniels
- Itai Diakov como o jovem Les
- Ioan Karamfilov como o jovem Duff
- Michael McCoy como Artimus
- Matthew Atherton como Feedback
- Stanimir Stamatov como Policial 1

## Ligações Externas
- Mega Snake. no IMDb.
- Crítica especializada à Mega Snake (2007) (em inglês) em MonstersandCritics.com